# Cyphomyrus discorhynchus
Cyphomyrus discorhynchus —también llamado chipuma-mabwe— es un pez elefante africano de la familia Mormyridae que se constituye en el único miembro de su género. Puede ser encontrado en diversos sistemas hídricos de Sudáfrica y junto con las subespecies Hyperopisus, a lo largo del Nilo-Sudán. De acuerdo a la IUCN, su estado de conservación puede catalogarse en la categoría de «menos preocupante (LC o LR/lc)».
Respecto a su morfología, puede alcanzar un tamaño de 31 cm; además, posee un cerebelo —o mormyrocerebellum— de gran tamaño, con un cerebro de tamaño proporcional al cuerpo comparable al de los humanos, relacionándose probablemente con la interpretación de señales bio-eléctricas. Además, los canales semicirculares del oído interno tienen una estructura inusual y están relacionados con la presencia de una vejiga llena de gas completamente separada de la vejiga natatoria.